# Élisabeth de Hesse (1502-1557)
Pour les articles homonymes, voir Élisabeth de Hesse.
Élisabeth de Hesse (née le 4 mars 1502 à Marbourg et morte le 6 décembre 1557 à Smalkalde) est une princesse hessoise devenue par mariage princesse consort de Saxe. À la mort de son époux, le prince-héritier Jean de Saxe (1498–1537), elle administra seule son douaire, les bailliages saxons de Rochlitz et de Kriebstein ainsi que d'autres fiefs, ce qui lui valut le surnom d’« Élisabeth von Rochlitz ». Avec l'appui de son frère Philippe, elle propagea la Réforme sur ses terres.

## Sa jeunesse
Son enfance fut marquée par le combat politique que sa mère Anne de Mecklembourg-Schwerin dut mener à la mort de Guillaume II de Hesse en 1509, contre les parlementaires des États de Hesse. À l'encontre des dispositions testamentaires du défunt landgrave, un conseil de cinq barons, mené par le Grand-Maître Ludwig von Boyneburg zu Lengsfeld, se fit fort d'exercer la régence d’Anne et de ses enfants, le prince-héritier Philippe, frère d’Élisabeth, étant encore mineur.
Élisabeth vécut désormais auprès de sa mère, reléguée sur ses terres de Gießen, tandis que son frère était mis sous surveillance à Cassel sous la garde de Ludwig von Boyneburg zu Lengsfeld.
Élisabeth et sa mère dépendaient financièrement du Conseil, qui traitait la famille princière avec bien peu d'égards : on le voit aux événements de l'année 1512. Cette année-là une sœur d'Anne, Catherine épousait le duc Henri de Saxe. Pour l'occasion, Anne comptait bien présenter sa fille, promise de longue date au prince-héritier Jean (1498–1537), à la Cour de Saxe ; mais elle ne reçut jamais les robes de damas promise par le conseil, si bien que la mère d'Élisabeth renonça au voyage de Dresde. Élisabeth vécut désormais comme une simple bourgeoise.
Ce n'est qu'en 1514 que sa mère, résidant désormais à Cassel avec ses enfants, obtint enfin le titre de régente : elle devait en échange reconnaître l'autorité des conseillers.

## À la cour de Dresde
Le 8 mars 1515, Élisabeth se fiançait avec le prince-héritier Jean, avec  Dispense papale (tous deux étant cousins au quatrième degré). Mais Elisabeth continua de vivre auprès de sa mère à Cassel. En 1516, Jean vint à Marbourg pour les noces. Ce n'est qu'au mois de janvier 1519 qu'Élisabeth s'établit pour de bon à la cour de Dresde, et le mariage fut célébré à Cassel.
Comme précédemment sa mère avait dû le faire, elle dut lutter contre l'autorité du duc Georges le Barbu et sa chancellerie pour imposer son indépendance à la cour ; en effet Jean, son mari, souffreteux, était entièrement soumis aux volontés de son père. L'union entre les deux époux resta stérile et la pression des courtisans provoqua chez Elisabeth une insomnie chronique. Elle n'en montra pas moins une grande égalité d'humeur et un profond talent diplomatique. C'est ainsi qu'elle apaisa les tensions entre son frère et sa mère, qui entendait se remarier (Philippe Ier s'y opposait). Élisabeth s'interposa encore lorsque la Réforme gagna la Hesse (sa mère était une catholique déterminée). Elle fut aussi la nourrice de Maurice de Saxe (1521-1553).

## Châtelaine de Rochlitz

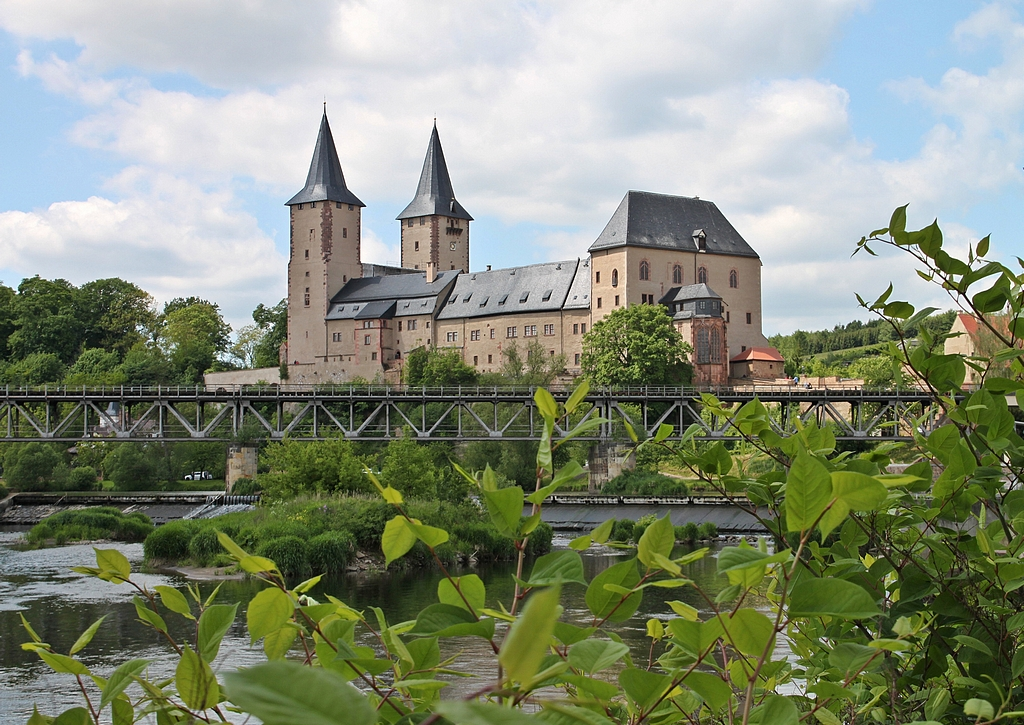
Le château de Rochlitz, qui fut de 1537 à 1547 la résidence favorite d'Élisabeth de Hesse.

Lorsque le prince Jean mourut, le 11 janvier 1537, Élisabeth se retira dans son douaire de Rochlitz. Mais la cour de Saxe ne voulait lui laisser aucun fief en propre, afin de la mettre dans la même situation de dépendance que sa mère à Gießen. Elle parvint pourtant à ses fins avec l'aide de son frère : au terme des pourparlers, elle obtint le bailliage de Rochlitz (comprenant la ville et le château de Rochlitz, Mittweida et Geithain) ainsi que le bailliage de Kriebstein (comprenant Waldheim et Hartha). C'est la raison pour laquelle les historiens la désignent souvent comme « Élisabeth von Rochlitz ».
Sur ses terres, Élisabeth institua à partir de 1537 la confession luthérienne, alors que son beau-père combattait pour maintenir le catholicisme dans le reste de la Saxe. La même année, son frère dépêcha vers elle le prédicateur Johann Schütz. Elle devint conseillère du duc Maurice de Saxe lorsque ce dernier monta sur le trône ducal. Élisabeth éleva à Rochlitz sa nièce, Barbara, future duchesse de Wurtemberg-Mömpelgard.

## La retraite de Smalkalde
Avec la défaite de la Ligue de Smalkalde, Élisabeth dut renoncer à sa terre de Rochlitz. Son frère lui donna en compensation la terre hessoise de  Smalkalde où elle vécut jusqu'en 1547. Son frère Philippe étant prisonnier de l'Empereur, sa femme, Christine de Saxe, multipliait les démarches pour le faire libérer. À cette époque, Elisabeth se rendait donc fréquemment à Cassel pour veiller à l'éducation de ses neveux. En 1556 elle tomba gravement malade et mourut le 6 décembre 1557. On l'inhuma dans l’Église Sainte-Élisabeth de Marbourg, et sa sépulture est la plus récente de la crypte.